# Reißiger Vorstadt
Die Reißiger Vorstadt ist ein Stadtteil von Plauen und liegt im Stadtgebiet Nord.
An der südöstlichen Grenze des Stadtteils befindet sich der Friedhof I, ein Flächendenkmal mit 40 Einzeldenkmalen. Relativ zentral liegt das Lessing-Gymnasium und an der nordwestlichen Grenze ist im ehemaligen Schlachthof der Plauener Standort des Vogtländischen Kabelwerks untergebracht.

## Geographie

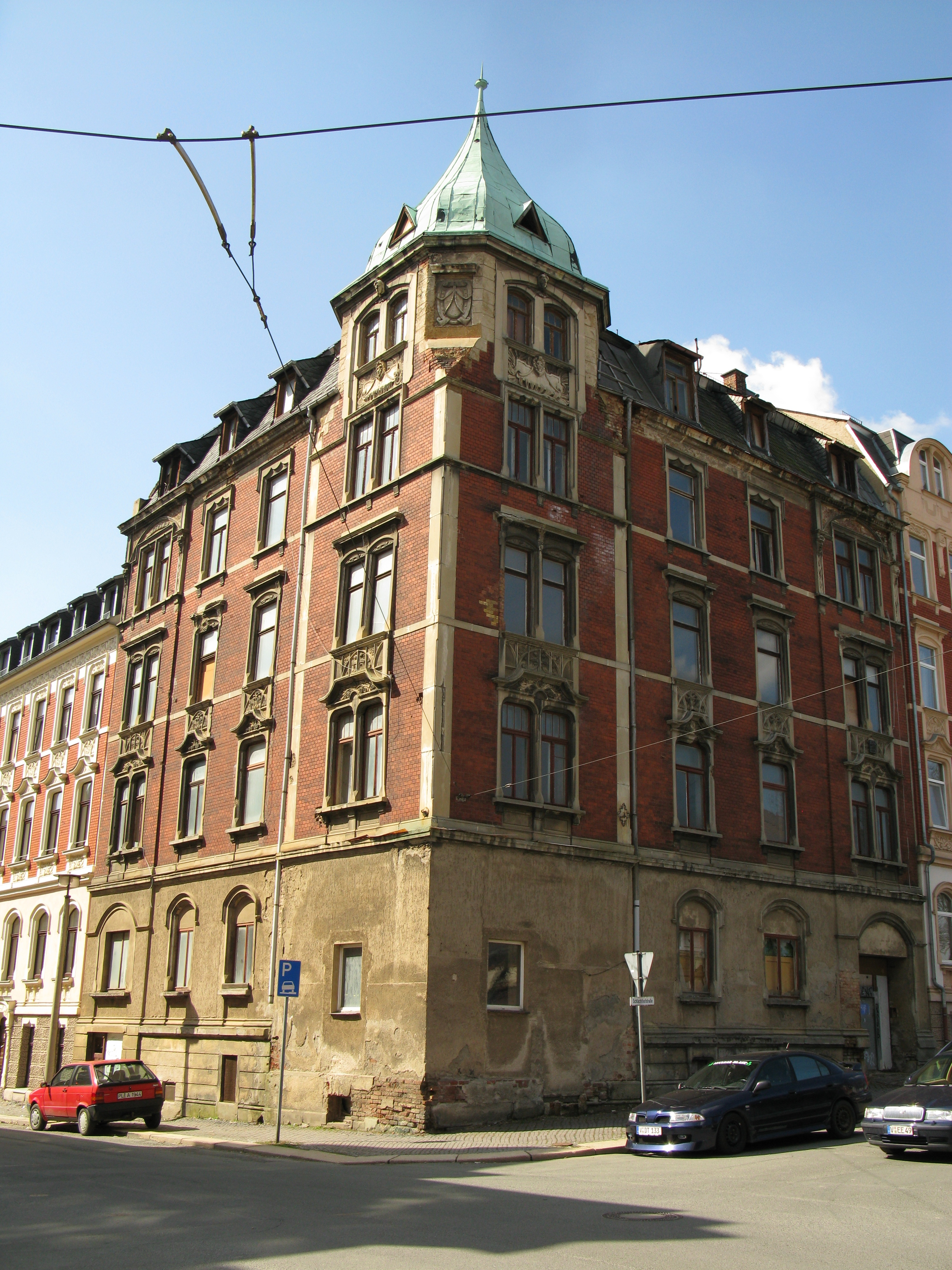
Denkmalgeschütztes Haus in der Schlachthofstraße in der Reißiger Vorstadt

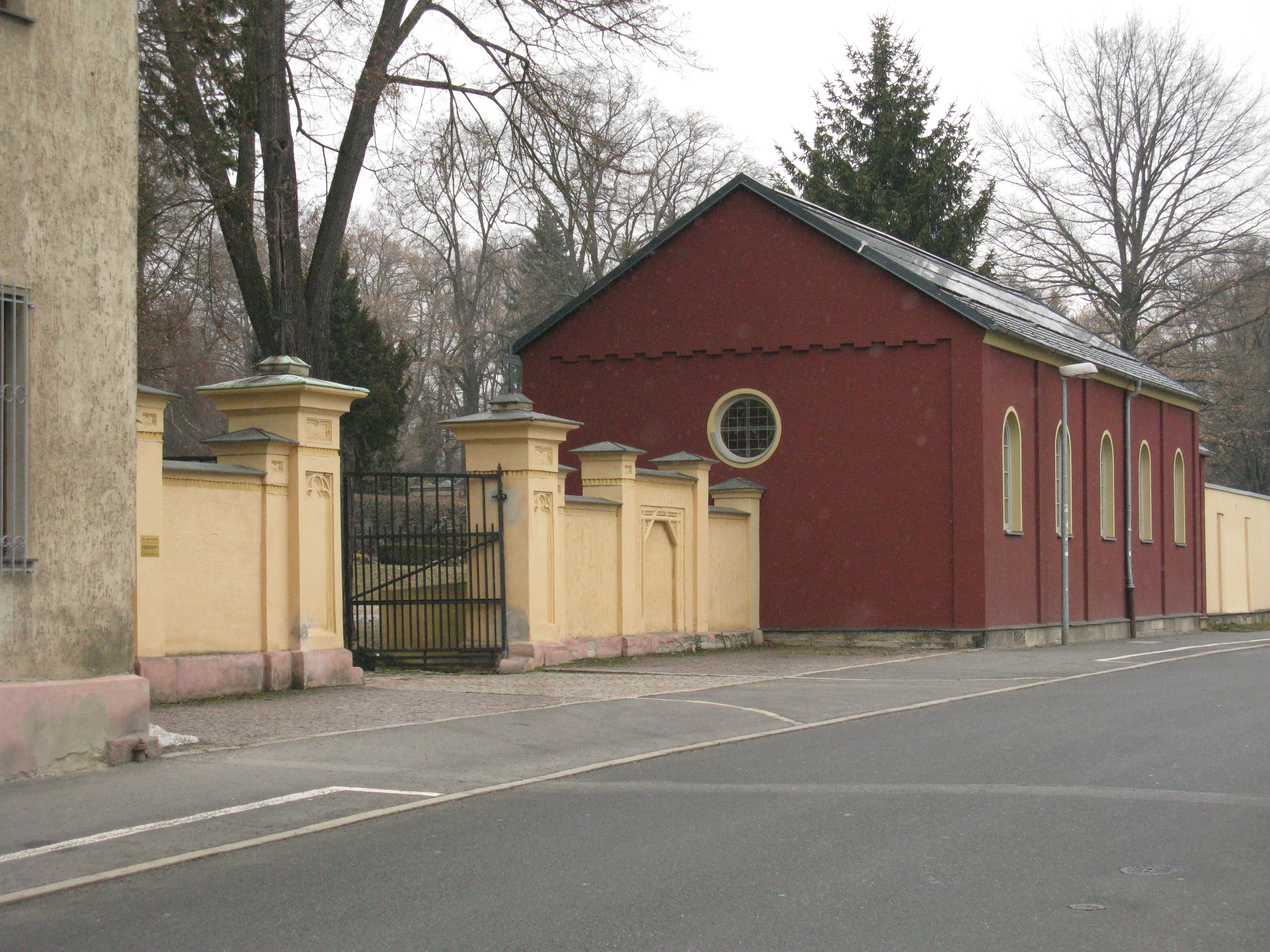
Friedhofskapelle und Eingangsbereich des Friedhofs I

Die Reißiger Vorstadt liegt relativ im Zentrum Plauens und grenzt an fünf weitere Stadtteile.
| Haselbrunn       |                                             | Reißig            |
|                  | Kompassrose, die auf Nachbargemeinden zeigt | Preißelpöhl       |
| Bahnhofsvorstadt |                                             | Hammertorvorstadt |

## Öffentlicher Nahverkehr
Der südliche Bereich der Reißiger Vorstadt wird von der Straßenbahn Plauen im 15-Minuten-Takt bedient. An der Grenze zum Stadtteil Preißelpöhl befindet sich die gleichnamige Endhaltestelle der Straßenbahn. In der Nähe fährt zudem die PlusBus-Linie 40 von Plauen nach Jößnitz.